# Kalam Kunde
Kalam Kunde es una intérprete de kunde, compositora y bailarina burkinesa. Se da la circunstancia de que es una de las pocas mujeres de África Occidental y la primera de Burkina Faso que toca en público el kunde, instrumento reservado a los hombres según la tradición.

## Trayectoria
Kalam Kunde es la única mujer de Burkina Faso, y una de las pocas en África Occidental, que se atreve a tocar el kunde, instrumento reservado a los hombres. La artista cada vez tiene más éxito en su país y en Malí gracias a sus conciertos, que han conseguido romper tabúes sobre la mujer.
El kunde es un instrumento musical común en algunos países del Sahel como Malí o Burkina Faso. Según la tradición, sólo los hombres pueden tocarlo. Romper esta tradición supone un paso hacia la liberación  de la mujer y la igualdad de derechos. De hecho, en estos países aún existen muchas prohibiciones que perpetúan los roles de género e impiden la emancipación de la mujer. Esta ruptura con la tradición obliga a la compositora a proteger su identidad para evitar represalias.
Por ello, usa un nombre falso y se esconde tras un sombrero de paja y cuero de los que suelen usar los hombres de la tribu Fulani y se cubre el rostro con un velo negro. La cantante sube al escenario para hacer bailar al público con su música, que se sorprende al ver a una mujer que canta y toca tan bien el kunde.
En cada concierto, la acompañan dos jóvenes. Uno se encarga de la percusión tocando una gran calabaza para representar la tradición y el otro, para representar la modernidad, toca el piano eléctrico. Esta combinación de instrumentos muestra claramente el espíritu de Kalam Kunde, que está dispuesta a llevar a su país a la modernidad, impulsando el avance de la mujer, sin olvidar sus raíces.